# Meditation on Violence
Meditation on Violence è un cortometraggio sperimentale muto del 1948 diretto da Maya Deren, che «muta il senso dei movimenti della box cinese, rallentandoli e trasformandoli in balletto».